# Solel bone

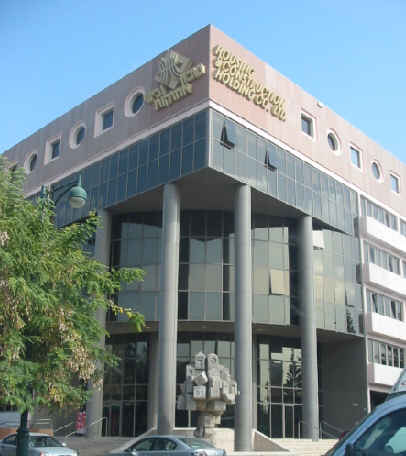
Sídlo Solel bone v Ramat Ganu

Solel bone (hebrejsky: סולל בונה‎, doslova „Dlaždič stavař“) je nejstarší a jedna z největších stavebních a stavebně inženýrských společností v Izraeli.

## Historie
Solel bone byla založena v roce 1921 během první konference Histadrutu, tehdy ještě pod názvem Bac (hebrejsky: בע״ץ‎), což je akronym pro Binjan va-avodot ciburijot (hebrejsky: בניין ועבודות ציבוריות‎, doslova „Stavba a veřejné práce“). Jejím prvním projektem bylo vybudovat cestu ze Safedu do Cemachu, která je v dnes součástí dálnice 90. Společnost byla založena jako družstevní organizace v duchu socialistických dělnických skupin, ale posléze narazila na finanční potíže, které vedly v roce 1923 k založení společnosti Solel bone, která byla založena na základě společnosti Bac, ale která již byla spravována jako obchodní společnost.
Solel bone měla hlavní úlohu přibudování mandátní Palestiny a po roce 1948 i při budování Izraele. Kromě jiných projektů postavila společnost v roce 1938 tzv. severní izraelský plot („Tegartova zeď“). Během mandátního období stavěla mosty, letiště, základny pro britskou armádu a armádní projekty v Iráku, Egyptu, Bahrajnu a Kypru.
Solel bone přispěla k posílení Izraelských obranných sil (IOS) během války za nezávislost, a to budováním pevností a systémů zásobování vody, čímž se v praxi stala základem první logistické jednotky IOS.
V roce 1961 byly akcie Solel bone prvními obchodovanými na Telavivské burze cenných papírů.
Izraelské firmy, jako například Solel bone, byly v 60. a 70. letech často zapojeny do stavebních projektů v Africe. Jedním z důvodů proč byla operace Entebbe v roce 1976 tak úspěšně provedena bylo to, že budova, v níž byli rukojmí drženi byla postavena právě Solel bone. Společnost tak měla stále plány budovy, které poskytla izraelské vládě.
V letech 1960 až 1969 se společnost podílela na opravách baziliky Zvěstování v Nazaretu.
V roce 1984 byla založena dceřiná společnost Solel Boneh Building and Infrastructure, kterou zcela ovládala společnost Solel bone. V roce 1989 byla kontrola nad dceřinou společností převedena na společnost Housing & Construction Holding Company Limited (hebrejsky: Šikun u-vinuj). V roce 1996 byla kontrola holdingové společnosti, včetně Solel bone, převedena na Teda Arisona a později, po jeho smrti v roce 1999, na jeho dceru Šari Arison.
Protiváhou podniku Solel bone je stavební podnik Sela založený roku 1945 jako satelitní organizace při odborové centrále Histadrut ha-ovdim ha-le'umit napojené na pravicové revizionistické hnutí.